# Júnior Marreca Filho
Antônio da Cruz Filgueira Neto, conhecido no meio político como Júnior Marreca Filho (São Luís, 25 de abril de 1992), é um advogado e político brasileiro filiado ao Partido Renovação Democrática (PRD).

## Política
Em 2018 foi eleito deputado federal pelo Maranhão, sendo reeleito em 2022.
É filho do ex-prefeito de Itapecuru-Mirim e ex-deputado federal, Júnior Marreca, e irmão do prefeito de Itapecuru-Mirim, Fillipe Marreca. É primo do ex-deputado estadual e prefeito de Santa Luzia, Juscelino Marreca.